# Ingrid Fliter
Ingrid Fliter (* 23. September 1973 in Buenos Aires) ist eine argentinische Pianistin.

## Leben
Fliter erhielt in ihrer Heimatstadt bei Elizabeth Westerkamp und danach am Conservatorio Nacional de Música in Buenos Aires Klavierunterricht. Sie trat erstmals mit elf Jahren öffentlich auf und gab im Alter von 16 Jahren ihr Debüt im Teatro Colón in Buenos Aires.  Auf Empfehlung von Martha Argerich studierte sie nach ihrem Abschluss 1992 am Conservatorio Nacional de Música bei Vitaly Margulis in Freiburg im Breisgau. Ab 1994 studierte sie in Italien. Im Jahr 2000 gewann sie die Silbermedaille beim Internationalen Chopin-Wettbewerb in Warschau. Im Jahr 2006 wurde ihr der alle vier Jahre vergebene Gilmore Artist Award zuerkannt.
Von 2007 bis 2009 war sie BBC Radio 3 New Generation Artist. Ingrid Fliter hat Werke von Beethoven und von Chopin bei den CD-Labels Vai und EMI Classics eingespielt. Seit 2014 ist sie bei dem schottischen Label Linn Records unter Vertrag.